# Pommaison
La pommaison est un processus de formation de la pomme pour certains légumes, essentiellement les salades et les choux, dans le cycle annuel de ces graminées. Ce processus intervient avant la montaison.

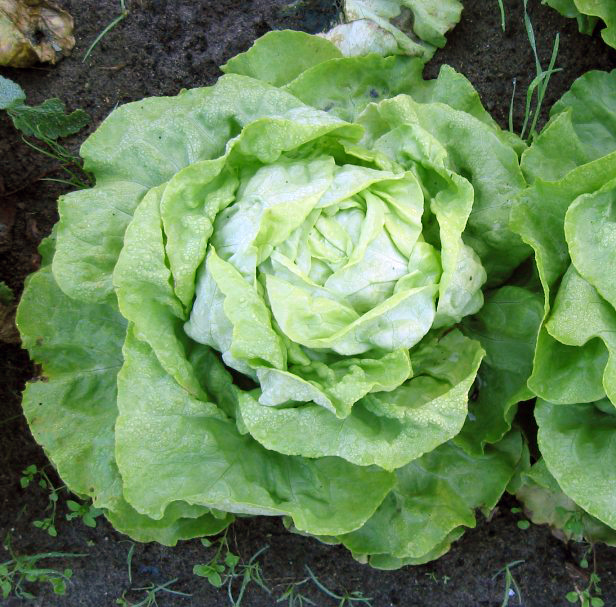
Laitue pommée Appia.

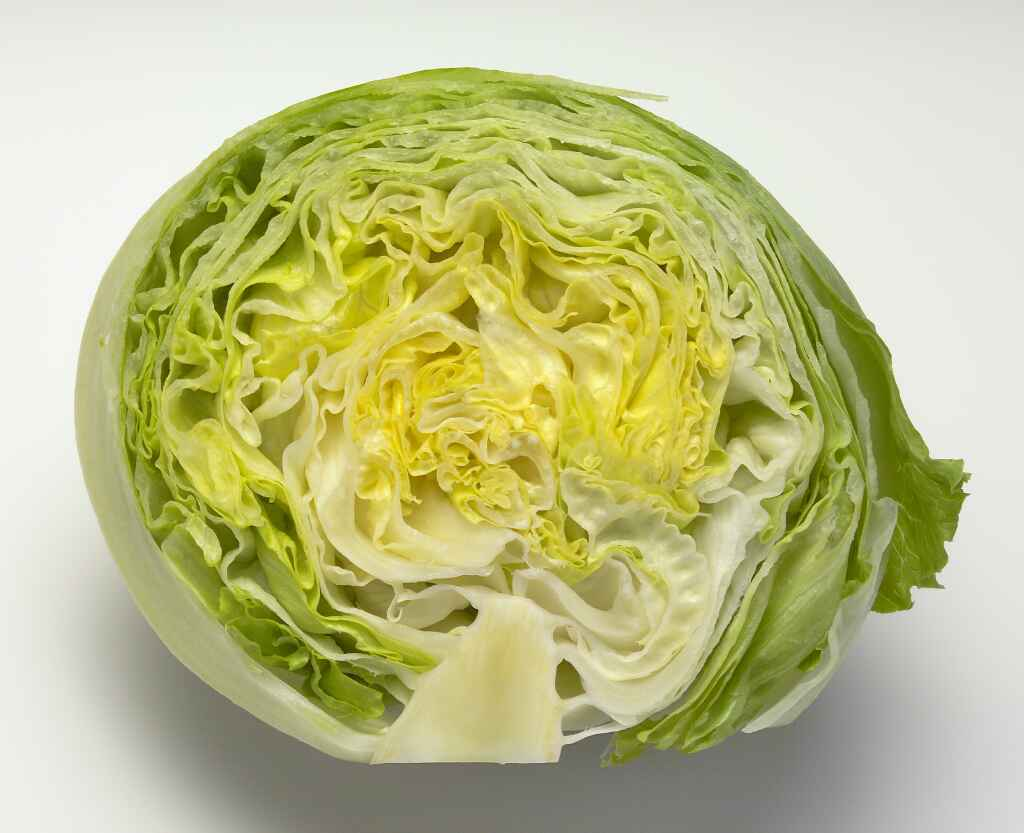
Coupe de laitue pommée Iceberg.

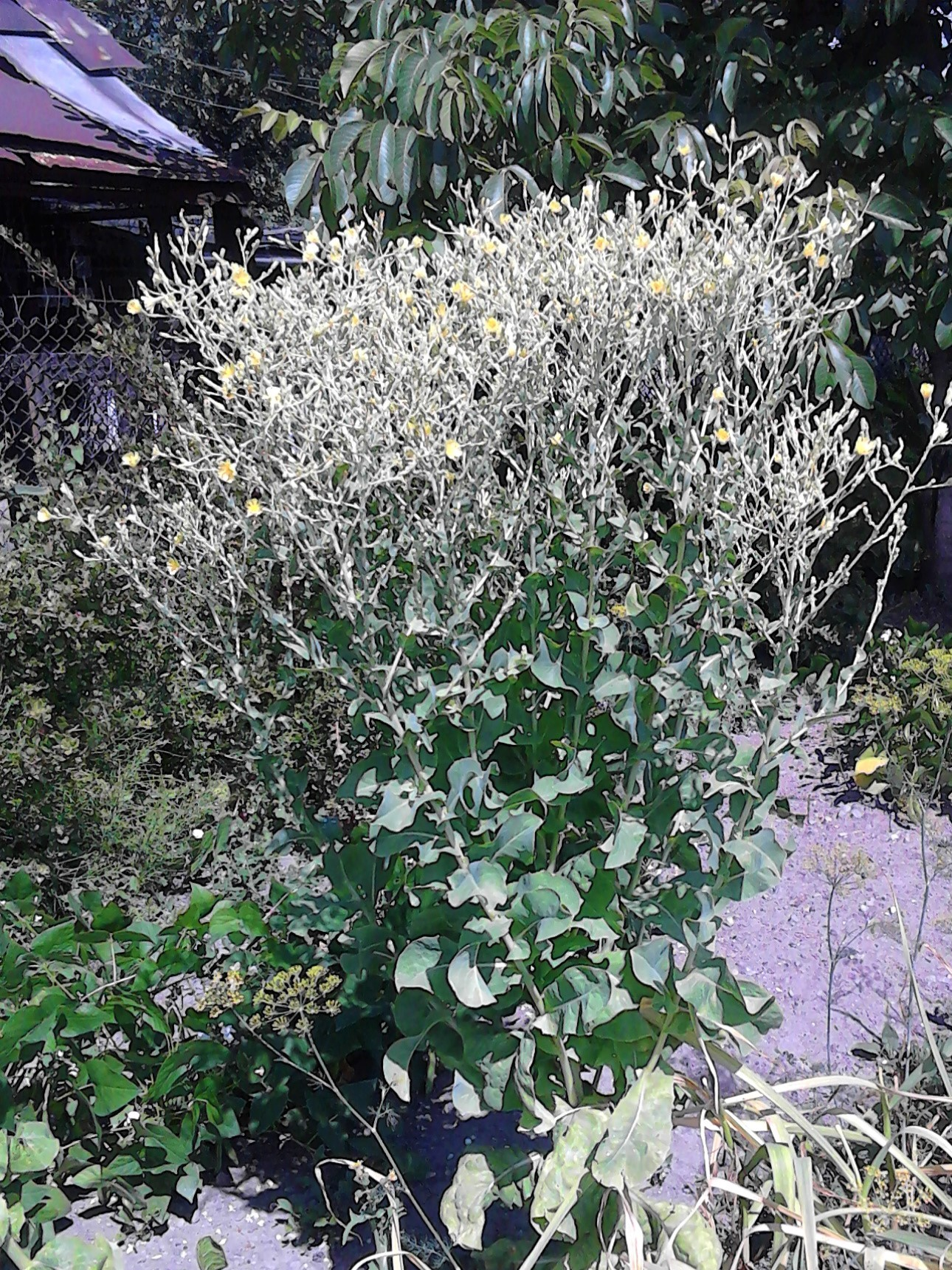
Laitue montée à graines.